# Norrsjön, Norrbotten
Norrsjön är en sjö i Bodens kommun i Norrbotten och ingår i Alterälvens huvudavrinningsområde. Sjön har en area på 1,09 kvadratkilometer och ligger 158 meter över havet. Sjön avvattnas av vattendraget Alterälven.

## Delavrinningsområde
Norrsjön ingår i det delavrinningsområde (731788-173866) som SMHI kallar för Utloppet av Norrsjön. Medelhöjden är 186 meter över havet och ytan är 5,93 kvadratkilometer. Räknas de 2 avrinningsområdena uppströms in blir den ackumulerade arean 19,37 kvadratkilometer. Avrinningsområdets utflöde Alterälven mynnar i havet. Avrinningsområdet består mestadels av skog (77 procent). Avrinningsområdet har 1,09 kvadratkilometer vattenytor vilket ger det en sjöprocent på 18,4 procent.